# Nesvetaï
Nesvetaï (en russe : Несветай) est un village du raïon Miasnikovski de l’oblast de Rostov. Il fait partie de la commune rurale de Bolchie Saly.

## Géographie
Le village se trouve sur la rive droite de la rivière Touzlov au nord de Rostov-sur-le-Don.

## Histoire

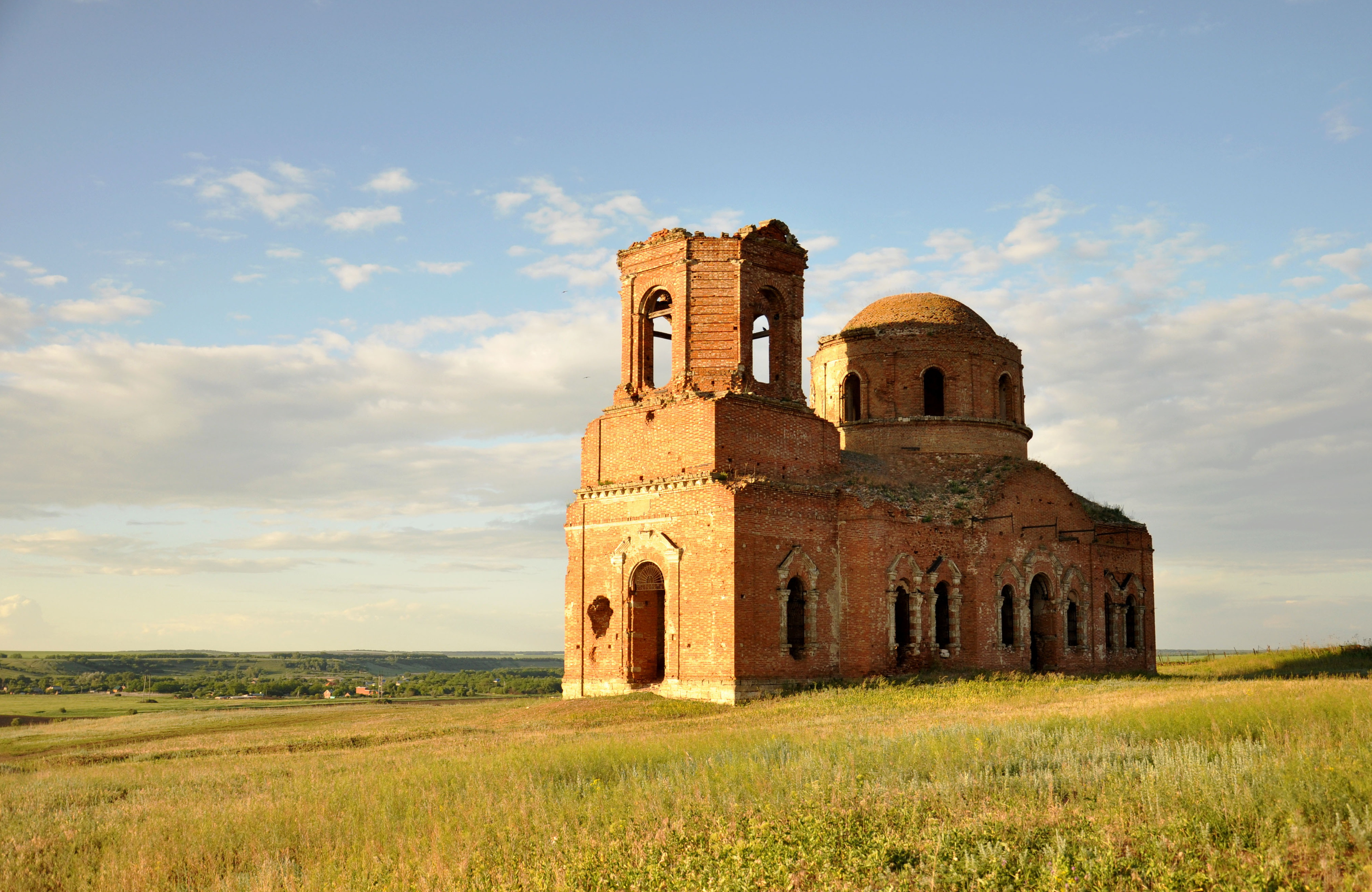
Église Saint-Jean.

Le village est fondé en 1780 par des colons Arméniens venus de Crimée par oukaze de Catherine II.
Pendant la Seconde Guerre mondiale le village est occupé par les Allemands.

## Monuments
- Église arménienne Saint-Jean-le-Précurseur (XIXe siècle)